# 昆都伦乌巴什
昆都伦乌巴什（?—?），清朝卫拉特蒙古和硕特部台吉。号都尔格齐诺颜，哈尼诺颜洪果尔的第三子。固始汗的哥哥。
本来驻牧在伊犁河流域。1630年代末，参加对青海西藏的远征，1640年代初，多次派人向清朝进贡。1640年，参加蒙古四十四部会盟。在卫拉特联盟，他和准噶尔的巴图尔珲台吉不和，备受排斥。1643年夏，巴图尔珲台吉集合卫拉特各部，攻打哈萨克汗國的揚吉爾汗。他不派兵，还声援扬吉尔。巴图尔珲台吉联合和硕特部的鄂齐尔图汗，土尔扈特部的和鄂尔勒克，在乌哈尔里克和昆都伦乌巴什激战，虽然杜尔伯特支援昆都伦乌巴什，但还是没有取胜。咱雅班第达为其斡旋，罢兵，他承认巴图尔珲台吉和鄂齐尔图的盟主地位。1653年，巴图尔珲台吉死后，诸子争位，鄂齐尔图和阿巴赖兄弟卷入争斗。他支持阿巴赖，最终失败。1663年，迁徙到乌拉尔河，1668年，和阿巴赖同牧，被鄂齐尔图袭击，被执送到西藏，子玛迈达赖乌巴什、乌巴什浑台吉、多尔济、鄂尔克岱青鄂克绰特布。